# Parafia Trójcy Świętej w Małkowicach
Parafia Trójcy Świętej w Małkowicach – znajduje się w dekanacie Kąty Wrocławskie w archidiecezji wrocławskiej. Erygowana w XIII wieku.
Obsługiwana przez księży archidiecezjalnych. Jej proboszczem jest ks. mgr Robert Gromadzki.

## Parafialne księgi metrykalne
| Księgi metrykalne | Okres ewidencji    |
| ----------------- | ------------------ |
| chrztów           | 1654 - 1793 1945 - |
| ślubów            | 1688 -1766 1945 -  |
| zgonów            | 1661 - 1766 1945 - |